# Đại dịch COVID-19 tại Đan Mạch
Bài viết này ghi lại các tác động của đại dịch coronavirus 2019 ở Đan Mạch, và có thể không bao gồm tất cả các phản ứng và biện pháp chính hiện đại. Trường hợp được xác nhận đầu tiên về SARS-CoV-2 tại Đan Mạch là vào ngày 27 tháng 2 năm 2020. Tính đến ngày 28 tháng 9 năm 2023, đã có 3,183,756 trường hợp được xác nhận và 8,814 trường hợp tử vong.

## Dòng thời gian
| COVID-19 tại Đan Mạch (bao gồm Greenland và quần đảo Faroe) () Tử vong Hồi phục Đang điều trị 202020212022Thg 2Thg 3Thg 4Thg 5Thg 6Thg 7Thg 8Thg 9Thg 10Thg 11Thg 12Thg 1Thg 2Thg 3Thg 4Thg 5Thg 6Thg 7Thg 8Thg 9Thg 10Thg 11Thg 12Thg 1Thg 2Thg 315 ngày gần nhất15 ngày gần nhất | COVID-19 tại Đan Mạch (bao gồm Greenland và quần đảo Faroe) () Tử vong Hồi phục Đang điều trị 202020212022Thg 2Thg 3Thg 4Thg 5Thg 6Thg 7Thg 8Thg 9Thg 10Thg 11Thg 12Thg 1Thg 2Thg 3Thg 4Thg 5Thg 6Thg 7Thg 8Thg 9Thg 10Thg 11Thg 12Thg 1Thg 2Thg 315 ngày gần nhất15 ngày gần nhất | COVID-19 tại Đan Mạch (bao gồm Greenland và quần đảo Faroe) () Tử vong Hồi phục Đang điều trị 202020212022Thg 2Thg 3Thg 4Thg 5Thg 6Thg 7Thg 8Thg 9Thg 10Thg 11Thg 12Thg 1Thg 2Thg 3Thg 4Thg 5Thg 6Thg 7Thg 8Thg 9Thg 10Thg 11Thg 12Thg 1Thg 2Thg 315 ngày gần nhất15 ngày gần nhất | COVID-19 tại Đan Mạch (bao gồm Greenland và quần đảo Faroe) () Tử vong Hồi phục Đang điều trị 202020212022Thg 2Thg 3Thg 4Thg 5Thg 6Thg 7Thg 8Thg 9Thg 10Thg 11Thg 12Thg 1Thg 2Thg 3Thg 4Thg 5Thg 6Thg 7Thg 8Thg 9Thg 10Thg 11Thg 12Thg 1Thg 2Thg 315 ngày gần nhất15 ngày gần nhất | COVID-19 tại Đan Mạch (bao gồm Greenland và quần đảo Faroe) () Tử vong Hồi phục Đang điều trị 202020212022Thg 2Thg 3Thg 4Thg 5Thg 6Thg 7Thg 8Thg 9Thg 10Thg 11Thg 12Thg 1Thg 2Thg 3Thg 4Thg 5Thg 6Thg 7Thg 8Thg 9Thg 10Thg 11Thg 12Thg 1Thg 2Thg 315 ngày gần nhất15 ngày gần nhất |
| --- | --- | --- | --- | --- |
| Ngày | Ngày | | Ca nhiễm | Tử vong |
| 2020-02-27 | 2020-02-27 | | 1(n.a.) | |
| 2020-02-28 | 2020-02-28 | | 2(+100%) | |
| 2020-02-29 | 2020-02-29 | | 3(+50%) | |
| 2020-03-01 | 2020-03-01 | | 4(+33%) | |
| 2020-03-02 | 2020-03-02 | | 4(=) | |
| 2020-03-03 | 2020-03-03 | | 10(+150%) | |
| 2020-03-04 | 2020-03-04 | | 15(+50%) | |
| 2020-03-05 | 2020-03-05 | | 20(+33%) | |
| 2020-03-06 | 2020-03-06 | | 23(+15%) | |
| 2020-03-07 | 2020-03-07 | | 29(+26%) | |
| 2020-03-08 | 2020-03-08 | | 37(+28%) | |
| 2020-03-09 | 2020-03-09 | | 92(+149%) | |
| 2020-03-10 | 2020-03-10 | | 264(+187%) | |
| 2020-03-11 | 2020-03-11 | | 516(+95%) | |
| 2020-03-12 | 2020-03-12 | | 676(+31%) | 1(n.a.) |
| 2020-03-13 | 2020-03-13 | | 804(+19%) | 1(=) |
| 2020-03-14 | 2020-03-14 | | 836(+4%) | 2(+100%) |
| 2020-03-15 | 2020-03-15 | | 875(+4,7%) | 4(+100%) |
| 2020-03-16 | 2020-03-16 | | 932(+6,5%) | 5(+25%) |
| 2020-03-17 | 2020-03-17 | | 1.024(+9,9%) | 6(+20%) |
| 2020-03-18 | 2020-03-18 | | 1.115(+8,9%) | 9(+50%) |
| 2020-03-19 | 2020-03-19 | | 1.223(+9,7%) | 14(+56%) |
| 2020-03-20 | 2020-03-20 | | 1.335(+9,2%) | 18(+29%) |
| 2020-03-21 | 2020-03-21 | | 1.418(+6,2%) | 21(+17%) |
| 2020-03-22 | 2020-03-22 | | 1.512(+6,6%) | 24(+14%) |
| 2020-03-23 | 2020-03-23 | | 1.582(+4,6%) | 24(=) |
| 2020-03-24 | 2020-03-24 | | 1.717(+8,5%) | 32(+33%) |
| 2020-03-25 | 2020-03-25 | | 1.861(+8,4%) | 34(+6,2%) |
| 2020-03-26 | 2020-03-26 | | 2.023(+8,7%) | 41(+21%) |
| 2020-03-27 | 2020-03-27 | | 2.199(+8,7%) | 52(+27%) |
| 2020-03-28 | 2020-03-28 | | 2.366(+7,6%) | 65(+25%) |
| 2020-03-29 | 2020-03-29 | | 2.564(+8,4%) | 72(+11%) |
| 2020-03-30 | 2020-03-30 | | 2.755(+7,4%) | 77(+6,9%) |
| 2020-03-31 | 2020-03-31 | | 3.039(+10%) | 90(+17%) |
| 2020-04-01 | 2020-04-01 | | 3.290(+8,3%) | 104(+16%) |
| 2020-04-02 | 2020-04-02 | | 3.573(+8,6%) | 123(+18%) |
| 2020-04-03 | 2020-04-03 | | 3.946(+10%) | 139(+13%) |
| 2020-04-04 | 2020-04-04 | | 4.268(+8,2%) | 161(+16%) |
| 2020-04-05 | 2020-04-05 | | 4.561(+6,9%) | 179(+11%) |
| 2020-04-06 | 2020-04-06 | | 4.875(+6,9%) | 187(+4,5%) |
| 2020-04-07 | 2020-04-07 | | 5.266(+8%) | 203(+8,6%) |
| 2020-04-08 | 2020-04-08 | | 5.597(+6,3%) | 218(+7,4%) |
| 2020-04-09 | 2020-04-09 | | 5.830(+4,2%) | 237(+8,7%) |
| 2020-04-10 | 2020-04-10 | | 6.014(+3,2%) | 247(+4,2%) |
| 2020-04-11 | 2020-04-11 | | 6.191(+2,9%) | 260(+5,3%) |
| 2020-04-12 | 2020-04-12 | | 6.369(+2,9%) | 273(+5%) |
| 2020-04-13 | 2020-04-13 | | 6.513(+2,3%) | 285(+4,4%) |
| 2020-04-14 | 2020-04-14 | | 6.706(+3%) | 299(+4,9%) |
| 2020-04-15 | 2020-04-15 | | 6.876(+2,5%) | 309(+3,3%) |
| 2020-04-16 | 2020-04-16 | | 7.074(+2,9%) | 321(+3,9%) |
| 2020-04-17 | 2020-04-17 | | 7.268(+2,7%) | 336(+4,7%) |
| 2020-04-18 | 2020-04-18 | | 7.437(+2,3%) | 346(+3%) |
| 2020-04-19 | 2020-04-19 | | 7.580(+1,9%) | 355(+2,6%) |
| 2020-04-20 | 2020-04-20 | | 7.711(+1,7%) | 364(+2,5%) |
| 2020-04-21 | 2020-04-21 | | 7.891(+2,3%) | 370(+1,6%) |
| 2020-04-22 | 2020-04-22 | | 8.108(+2,7%) | 384(+3,8%) |
| 2020-04-23 | 2020-04-23 | | 8.271(+2%) | 394(+2,6%) |
| 2020-04-24 | 2020-04-24 | | 8.408(+1,7%) | 403(+2,3%) |
| 2020-04-25 | 2020-04-25 | | 8.643(+2,8%) | 418(+3,7%) |
| 2020-04-26 | 2020-04-26 | | 8.773(+1,5%) | 422(+0,96%) |
| 2020-04-27 | 2020-04-27 | | 8.896(+1,4%) | 427(+1,2%) |
| 2020-04-28 | 2020-04-28 | | 9.049(+1,7%) | 434(+1,6%) |
| 2020-04-29 | 2020-04-29 | | 9.206(+1,7%) | 443(+2,1%) |
| 2020-04-30 | 2020-04-30 | | 9.356(+1,6%) | 452(+2%) |
| 2020-05-01 | 2020-05-01 | | 9.509(+1,6%) | 460(+1,8%) |
| 2020-05-02 | 2020-05-02 | | 9.605(+1%) | 475(+3,3%) |
| 2020-05-03 | 2020-05-03 | | 9.721(+1,2%) | 484(+1,9%) |
| 2020-05-04 | 2020-05-04 | | 9.868(+1,5%) | 493(+1,9%) |
| 2020-05-05 | 2020-05-05 | | 10.019(+1,5%) | 503(+2%) |
| 2020-05-06 | 2020-05-06 | | 10.136(+1,2%) | 506(+0,6%) |
| 2020-05-07 | 2020-05-07 | | 10.281(+1,4%) | 514(+1,6%) |
| 2020-05-08 | 2020-05-08 | | 10.416(+1,3%) | 522(+1,6%) |
| 2020-05-09 | 2020-05-09 | | 10.517(+0,97%) | 526(+0,77%) |
| 2020-05-10 | 2020-05-10 | | 10.627(+1%) | 529(+0,57%) |
| 2020-05-11 | 2020-05-11 | | 10.711(+0,79%) | 533(+0,76%) |
| 2020-05-12 | 2020-05-12 | | 10,789(+0.7%) | 527(+1.0%) |
| 2020-05-13 | 2020-05-13 | | 10.865(+0,7%) | 533(+1,1%) |
| 2020-05-14 | 2020-05-14 | | 10.911(+0,42%) | 537(+0,75%) |
| 2020-05-15 | 2020-05-15 | | 10.989(+0,71%) | 537(=) |
| 2020-05-16 | 2020-05-16 | | 11.056(+0,61%) | 543(+1,1%) |
| 2020-05-17 | 2020-05-17 | | 11.125(+0,62%) | 547(+0,74%) |
| 2020-05-18 | 2020-05-18 | | 11.166(+0,37%) | 548(+0,18%) |
| 2020-05-19 | 2020-05-19 | | 11.242(+0,68%) | 551(+0,55%) |
| 2020-05-20 | 2020-05-20 | | 11.315(+0,65%) | 554(+0,54%) |
| 2020-05-21 | 2020-05-21 | | 11.380(+0,57%) | 561(+1,3%) |
| 2020-05-22 | 2020-05-22 | | 11.428(+0,42%) | 561(=) |
| 2020-05-23 | 2020-05-23 | | 11.487(+0,52%) | 561(=) |
| 2020-05-24 | 2020-05-24 | | 11.558(+0,62%) | 562(+0,18%) |
| 2020-05-25 | 2020-05-25 | | 11.586(+0,24%) | 563(+0,18%) |
| 2020-05-26 | 2020-05-26 | | 11.627(+0,35%) | 563(=) |
| 2020-05-27 | 2020-05-27 | | 11.679(+0,45%) | 565(+0,36%) |
| 2020-05-28 | 2020-05-28 | | 11.712(+0,28%) | 568(+0,53%) |
| 2020-05-29 | 2020-05-29 | | 11.793(+0,69%) | 568(=) |
| 2020-05-30 | 2020-05-30 | | 11.833(+0,34%) | 571(+0,53%) |
| 2020-05-31 | 2020-05-31 | | 11.869(+0,3%) | 574(+0,53%) |
| 2020-06-01 | 2020-06-01 | | 11,899(+0.3%) | 576(+0.3%) |
| 2020-06-02 | 2020-06-02 | | 11.934(+0,29%) | 580(+0,69%) |
| 2020-06-03 | 2020-06-03 | | 11.971(+0,31%) | 580(=) |
| 2020-06-04 | 2020-06-04 | | 12.011(+0,33%) | 582(+0,34%) |
| 2020-06-05 | 2020-06-05 | | 12.075(+0,53%) | 586(+0,69%) |
| 2020-06-06 | 2020-06-06 | | 12.124(+0,41%) | 587(+0,17%) |
| 2020-06-07 | 2020-06-07 | | 12.148(+0,2%) | 589(+0,34%) |
| 2020-06-08 | 2020-06-08 | | 12.162(+0,12%) | 593(+0,68%) |
| 2020-06-09 | 2020-06-09 | | 12.201(+0,32%) | 593(=) |
| 2020-06-10 | 2020-06-10 | | 12.216(+0,12%) | 593(=) |
| 2020-06-11 | 2020-06-11 | | 12.235(+0,16%) | 593(=) |
| 2020-06-12 | 2020-06-12 | | 12.299(+0,52%) | 594(+0,17%) |
| 2020-06-13 | 2020-06-13 | | 12.339(+0,33%) | 597(+0,51%) |
| 2020-06-14 | 2020-06-14 | | 12.393(+0,44%) | 597(=) |
| 2020-06-15 | 2020-06-15 | | 12.417(+0,19%) | 598(+0,17%) |
| 2020-06-16 | 2020-06-16 | | 12.450(+0,27%) | 598(=) |
| 2020-06-17 | 2020-06-17 | | 12.494(+0,35%) | 598(=) |
| 2020-06-18 | 2020-06-18 | | 12.544(+0,4%) | 600(+0,33%) |
| 2020-06-19 | 2020-06-19 | | 12.591(+0,37%) | 600(=) |
| ⋮ | ⋮ | | 12.591(=) | 600(=) |
| 2020-06-22 | 2020-06-22 | | 12,727(+1.1%) | 602(+0.3%) |
| 2020-06-23 | 2020-06-23 | | 12.761(+0,27%) | 603(+0,17%) |
| 2020-06-24 | 2020-06-24 | | 12.815(+0,42%) | 603(=) |
| 2020-06-25 | 2020-06-25 | | 12.836(+0,16%) | 603(=) |
| 2020-06-26 | 2020-06-26 | | 12.875(+0,3%) | 604(+0,17%) |
| ⋮ | ⋮ | | 12.875(=) | 604(=) |
| 2020-06-29 | 2020-06-29 | | 12.951(+0,59%) | 605(+0,17%) |
| 2020-06-30 | 2020-06-30 | | 12.968(+0,13%) | 605(=) |
| 2020-07-01 | 2020-07-01 | | 12.994(+0,2%) | 606(+0,17%) |
| 2020-07-02 | 2020-07-02 | | 13.015(+0,16%) | 606(=) |
| 2020-07-03 | 2020-07-03 | | 13.032(+0,13%) | 606(=) |
| ⋮ | ⋮ | | 13.032(=) | 606(=) |
| 2020-07-06 | 2020-07-06 | | 13.079(+0,36%) | 607(+0,17%) |
| 2020-07-07 | 2020-07-07 | | 13.089(+0,08%) | 609(+0,33%) |
| 2020-07-08 | 2020-07-08 | | 13.101(+0,09%) | 609(=) |
| 2020-07-09 | 2020-07-09 | | 13.117(+0,12%) | 609(=) |
| 2020-07-10 | 2020-07-10 | | 13.147(+0,23%) | 609(=) |
| ⋮ | ⋮ | | 13.147(=) | 609(=) |
| 2020-07-13 | 2020-07-13 | | 13.238(+0,69%) | 610(+0,16%) |
| 2020-07-14 | 2020-07-14 | | 13.262(+0,18%) | 610(=) |
| 2020-07-15 | 2020-07-15 | | 13.293(+0,23%) | 610(=) |
| 2020-07-16 | 2020-07-16 | | 13.325(+0,24%) | 610(=) |
| 2020-07-17 | 2020-07-17 | | 13.374(+0,37%) | 611(+0,16%) |
| ⋮ | ⋮ | | 13.374(=) | 611(=) |
| 2020-07-20 | 2020-07-20 | | 13.466(+0,69%) | 611(=) |
| 2020-07-21 | 2020-07-21 | | 13.506(+0,3%) | 611(=) |
| 2020-07-22 | 2020-07-22 | | 13.554(+0,36%) | 611(=) |
| 2020-07-23 | 2020-07-23 | | 13.596(+0,31%) | 612(+0,16%) |
| 2020-07-24 | 2020-07-24 | | 13.642(+0,34%) | 613(+0,16%) |
| ⋮ | ⋮ | | 13.642(=) | 613(=) |
| 2020-07-27 | 2020-07-27 | | 13.775(+0,97%) | 613(=) |
| 2020-07-28 | 2020-07-28 | | 13.811(+0,26%) | 613(=) |
| 2020-07-29 | 2020-07-29 | | 13.868(+0,41%) | 614(+0,16%) |
| 2020-07-30 | 2020-07-30 | | 13.964(+0,69%) | 615(+0,16%) |
| 2020-07-31 | 2020-07-31 | | 14.028(+0,46%) | 615(=) |
| ⋮ | ⋮ | | 14.028(=) | 615(=) |
| 2020-08-03 | 2020-08-03 | | 14.235(+1,5%) | 616(+0,16%) |
| 2020-08-04 | 2020-08-04 | | 14.314(+0,55%) | 616(=) |
| 2020-08-05 | 2020-08-05 | | 14.440(+0,88%) | 616(=) |
| 2020-08-06 | 2020-08-06 | | 14.586(+1%) | 617(+0,16%) |
| 2020-08-07 | 2020-08-07 | | 14.747(+1,1%) | 617(=) |
| ⋮ | ⋮ | | 14.747(=) | 617(=) |
| 2020-08-10 | 2020-08-10 | | 15.135(+2,6%) | 620(+0,49%) |
| 2020-08-11 | 2020-08-11 | | 15.291(+1%) | 621(+0,16%) |
| 2020-08-12 | 2020-08-12 | | 15.419(+0,84%) | 621(=) |
| 2020-08-13 | 2020-08-13 | | 15.590(+1,1%) | 621(=) |
| 2020-08-14 | 2020-08-14 | | 15.758(+1,1%) | 621(=) |
| 2020-08-15 | 2020-08-15 | | 15.867(+0,69%) | 621(=) |
| 2020-08-16 | 2020-08-16 | | 16.003(+0,86%) | 621(=) |
| 2020-08-17 | 2020-08-17 | | 16.127(+0,77%) | 621(=) |
| 2020-08-18 | 2020-08-18 | | 16.246(+0,74%) | 621(=) |
| 2020-08-19 | 2020-08-19 | | 16.336(+0,55%) | 621(=) |
| 2020-08-20 | 2020-08-20 | | 16.453(+0,72%) | 621(=) |
| 2020-08-21 | 2020-08-21 | | 16.525(+0,44%) | 621(=) |
| 2020-08-22 | 2020-08-22 | | 16.637(+0,68%) | 622(+0,16%) |
| 2020-08-23 | 2020-08-23 | | 16.715(+0,47%) | 622(=) |
| 2020-08-24 | 2020-08-24 | | 16.821(+0,63%) | 623(+0,16%) |
| 2020-08-25 | 2020-08-25 | | 16.905(+0,5%) | 623(=) |
| 2020-08-26 | 2020-08-26 | | 16.962(+0,34%) | 623(=) |
| 2020-08-27 | 2020-08-27 | | 17.052(+0,53%) | 624(+0,16%) |
| 2020-08-28 | 2020-08-28 | | 17.125(+0,43%) | 624(=) |
| 2020-08-29 | 2020-08-29 | | 17.204(+0,46%) | 624(=) |
| 2020-08-30 | 2020-08-30 | | 17.316(+0,65%) | 624(=) |
| 2020-08-31 | 2020-08-31 | | 17.410(+0,54%) | 624(=) |
| 2020-09-01 | 2020-09-01 | | 17.509(+0,57%) | 625(+0,16%) |
| 2020-09-02 | 2020-09-02 | | 17.620(+0,63%) | 626(+0,16%) |
| 2020-09-03 | 2020-09-03 | | 17.800(+1%) | 626(=) |
| 2020-09-04 | 2020-09-04 | | 17.974(+0,98%) | 627(+0,16%) |
| 2020-09-05 | 2020-09-05 | | 18.163(+1,1%) | 627(=) |
| 2020-09-06 | 2020-09-06 | | 18.310(+0,81%) | 627(=) |
| 2020-09-07 | 2020-09-07 | | 18.540(+1,3%) | 628(+0,16%) |
| 2020-09-08 | 2020-09-08 | | 18.784(+1,3%) | 628(=) |
| 2020-09-09 | 2020-09-09 | | 19.036(+1,3%) | 628(=) |
| 2020-09-10 | 2020-09-10 | | 19.353(+1,7%) | 629(+0,16%) |
| 2020-09-11 | 2020-09-11 | | 19.646(+1,5%) | 629(=) |
| 2020-09-12 | 2020-09-12 | | 19.989(+1,7%) | 630(+0,16%) |
| 2020-09-13 | 2020-09-13 | | 20.327(+1,7%) | 631(+0,16%) |
| 2020-09-14 | 2020-09-14 | | 20.674(+1,7%) | 633(+0,32%) |
| 2020-09-15 | 2020-09-15 | | 21.013(+1,6%) | 633(=) |
| 2020-09-16 | 2020-09-16 | | 21.382(+1,8%) | 634(+0,16%) |
| 2020-09-17 | 2020-09-17 | | 21.836(+2,1%) | 635(+0,16%) |
| 2020-09-18 | 2020-09-18 | | 22.291(+2,1%) | 635(=) |
| 2020-09-19 | 2020-09-19 | | 22.881(+2,6%) | 635(=) |
| 2020-09-20 | 2020-09-20 | | 23.353(+2,1%) | 638(+0,47%) |
| 2020-09-21 | 2020-09-21 | | 23.774(+1,8%) | 640(+0,31%) |
| 2020-09-22 | 2020-09-22 | | 24.261(+2%) | 641(+0,16%) |
| 2020-09-23 | 2020-09-23 | | 24.822(+2,3%) | 643(+0,31%) |
| 2020-09-24 | 2020-09-24 | | 25.385(+2,3%) | 645(+0,31%) |
| 2020-09-25 | 2020-09-25 | | 26.066(+2,7%) | 647(+0,31%) |
| 2020-09-26 | 2020-09-26 | | 26.687(+2,4%) | 648(+0,15%) |
| 2020-09-27 | 2020-09-27 | | 27.111(+1,6%) | 649(+0,15%) |
| 2020-09-28 | 2020-09-28 | | 27.546(+1,6%) | 649(=) |
| 2020-09-29 | 2020-09-29 | | 27.941(+1,4%) | 650(+0,15%) |
| 2020-09-30 | 2020-09-30 | | 28.479(+1,9%) | 650(=) |
| 2020-10-01 | 2020-10-01 | | 28.882(+1,4%) | 651(+0,15%) |
| 2020-10-02 | 2020-10-02 | | 29.418(+1,9%) | 652(+0,15%) |
| 2020-10-03 | 2020-10-03 | | 29.789(+1,3%) | 654(+0,31%) |
| 2020-10-04 | 2020-10-04 | | 30.168(+1,3%) | 658(+0,61%) |
| 2020-10-05 | 2020-10-05 | | 30.546(+1,3%) | 659(+0,15%) |
| 2020-10-06 | 2020-10-06 | | 30.868(+1,1%) | 663(+0,61%) |
| 2020-10-07 | 2020-10-07 | | 31.201(+1,1%) | 663(=) |
| 2020-10-08 | 2020-10-08 | | 31.648(+1,4%) | 665(+0,3%) |
| 2020-10-09 | 2020-10-09 | | 32.131(+1,5%) | 665(=) |
| 2020-10-10 | 2020-10-10 | | 32.575(+1,4%) | 667(+0,3%) |
| 2020-10-11 | 2020-10-11 | | 32.915(+1%) | 669(+0,3%) |
| 2020-10-12 | 2020-10-12 | | 33.304(+1,2%) | 671(+0,3%) |
| 2020-10-13 | 2020-10-13 | | 33.594(+0,87%) | 674(+0,45%) |
| 2020-10-14 | 2020-10-14 | | 34.087(+1,5%) | 675(+0,15%) |
| 2020-10-15 | 2020-10-15 | | 34.519(+1,3%) | 677(+0,3%) |
| 2020-10-16 | 2020-10-16 | | 34.939(+1,2%) | 677(=) |
| 2020-10-17 | 2020-10-17 | | 35.440(+1,4%) | 679(+0,3%) |
| 2020-10-18 | 2020-10-18 | | 35.893(+1,3%) | 680(+0,15%) |
| 2020-10-19 | 2020-10-19 | | 36.345(+1,3%) | 686(+0,88%) |
| 2020-10-20 | 2020-10-20 | | 36.877(+1,5%) | 688(+0,29%) |
| 2020-10-21 | 2020-10-21 | | 37.507(+1,7%) | 690(+0,29%) |
| 2020-10-22 | 2020-10-22 | | 38.270(+2%) | 694(+0,58%) |
| 2020-10-23 | 2020-10-23 | | 39.129(+2,2%) | 697(+0,43%) |
| 2020-10-24 | 2020-10-24 | | 39.918(+2%) | 700(+0,43%) |
| 2020-10-25 | 2020-10-25 | | 40.863(+2,4%) | 702(+0,29%) |
| 2020-10-26 | 2020-10-26 | | 41.919(+2,6%) | 708(+0,85%) |
| 2020-10-27 | 2020-10-27 | | 42.668(+1,8%) | 709(+0,14%) |
| 2020-10-28 | 2020-10-28 | | 43.685(+2,4%) | 715(+0,85%) |
| 2020-10-29 | 2020-10-29 | | 44.545(+2%) | 716(+0,14%) |
| 2020-10-30 | 2020-10-30 | | 45.736(+2,7%) | 719(+0,42%) |
| 2020-10-31 | 2020-10-31 | | 46.863(+2,5%) | 721(+0,28%) |
| 2020-11-01 | 2020-11-01 | | 47.811(+2%) | 723(+0,28%) |
| 2020-11-02 | 2020-11-02 | | 48.753(+2%) | 724(+0,14%) |
| 2020-11-03 | 2020-11-03 | | 50.106(+2,8%) | 728(+0,55%) |
| 2020-11-04 | 2020-11-04 | | 51.042(+1,9%) | 729(+0,14%) |
| 2020-11-05 | 2020-11-05 | | 52.265(+2,4%) | 733(+0,55%) |
| 2020-11-06 | 2020-11-06 | | 53.692(+2,7%) | 738(+0,68%) |
| 2020-11-07 | 2020-11-07 | | 54.742(+2%) | 740(+0,27%) |
| 2020-11-08 | 2020-11-08 | | 55.635(+1,6%) | 743(+0,41%) |
| 2020-11-09 | 2020-11-09 | | 56.406(+1,4%) | 747(+0,54%) |
| 2020-11-10 | 2020-11-10 | | 57.472(+1,9%) | 750(+0,4%) |
| 2020-11-11 | 2020-11-11 | | 58.466(+1,7%) | 753(+0,4%) |
| 2020-11-12 | 2020-11-12 | | 59.478(+1,7%) | 755(+0,27%) |
| 2020-11-13 | 2020-11-13 | | 60.515(+1,7%) | 756(+0,13%) |
| 2020-11-14 | 2020-11-14 | | 61.593(+1,8%) | 757(+0,13%) |
| 2020-11-15 | 2020-11-15 | | 62.652(+1,7%) | 760(+0,4%) |
| 2020-11-16 | 2020-11-16 | | 63.847(+1,9%) | 764(+0,53%) |
| 2020-11-17 | 2020-11-17 | | 65.067(+1,9%) | 768(+0,52%) |
| 2020-11-18 | 2020-11-18 | | 66.324(+1,9%) | 770(+0,26%) |
| 2020-11-19 | 2020-11-19 | | 67.621(+2%) | 773(+0,39%) |
| 2020-11-20 | 2020-11-20 | | 68.878(+1,9%) | 778(+0,65%) |
| 2020-11-21 | 2020-11-21 | | 70.152(+1,8%) | 781(+0,39%) |
| 2020-11-22 | 2020-11-22 | | 71.003(+1,2%) | 784(+0,38%) |
| 2020-11-23 | 2020-11-23 | | 72.172(+1,6%) | 789(+0,64%) |
| 2020-11-24 | 2020-11-24 | | 73.539(+1,9%) | 797(+1%) |
| 2020-11-25 | 2020-11-25 | | 74.722(+1,6%) | 802(+0,63%) |
| 2020-11-26 | 2020-11-26 | | 75.913(+1,6%) | 811(+1,1%) |
| 2020-11-27 | 2020-11-27 | | 77.236(+1,7%) | 816(+0,62%) |
| 2020-11-28 | 2020-11-28 | | 78.874(+2,1%) | 823(+0,86%) |
| 2020-11-29 | 2020-11-29 | | 79.872(+1,3%) | 829(+0,73%) |
| 2020-11-30 | 2020-11-30 | | 81.002(+1,4%) | 837(+0,97%) |
| 2020-12-01 | 2020-12-01 | | 82.470(+1,8%) | 846(+1,1%) |
| 2020-12-02 | 2020-12-02 | | 84.056(+1,9%) | 852(+0,71%) |
| 2020-12-03 | 2020-12-03 | | 85.663(+1,9%) | 858(+0,7%) |
| 2020-12-04 | 2020-12-04 | | 87.266(+1,9%) | 867(+1%) |
| 2020-12-05 | 2020-12-05 | | 89.382(+2,4%) | 878(+1,3%) |
| 2020-12-06 | 2020-12-06 | | 91.131(+2%) | 885(+0,8%) |
| 2020-12-07 | 2020-12-07 | | 93.177(+2,2%) | 894(+1%) |
| 2020-12-08 | 2020-12-08 | | 95.332(+2,3%) | 901(+0,78%) |
| 2020-12-09 | 2020-12-09 | | 97.895(+2,7%) | 904(+0,33%) |
| 2020-12-10 | 2020-12-10 | | 101.027(+3,2%) | 918(+1,5%) |
| 2020-12-11 | 2020-12-11 | | 104.103(+3%) | 927(+0,98%) |
| 2020-12-12 | 2020-12-12 | | 107.660(+3,4%) | 935(+0,86%) |
| 2020-12-13 | 2020-12-13 | | 110.305(+2,5%) | 941(+0,64%) |
| 2020-12-14 | 2020-12-14 | | 113.642(+3%) | 950(+0,96%) |
| 2020-12-15 | 2020-12-15 | | 116.636(+2,6%) | 961(+1,2%) |
| 2020-12-16 | 2020-12-16 | | 120.330(+3,2%) | 975(+1,5%) |
| 2020-12-17 | 2020-12-17 | | 124.366(+3,4%) | 992(+1,7%) |
| 2020-12-18 | 2020-12-18 | | 128.874(+3,6%) | 1.007(+1,5%) |
| 2020-12-19 | 2020-12-19 | | 132.164(+2,6%) | 1.019(+1,2%) |
| 2020-12-20 | 2020-12-20 | | 134.999(+2,1%) | 1.035(+1,6%) |
| 2020-12-21 | 2020-12-21 | | 138.204(+2,4%) | 1.053(+1,7%) |
| 2020-12-22 | 2020-12-22 | | 140.750(+1,8%) | 1.070(+1,6%) |
| 2020-12-23 | 2020-12-23 | | 144.053(+2,3%) | 1.096(+2,4%) |
| 2020-12-24 | 2020-12-24 | | 146.927(+2%) | 1.114(+1,6%) |
| 2020-12-25 | 2020-12-25 | | 149.926(+2%) | 1.134(+1,8%) |
| ⋮ | | | | |
| 2020-12-26 | 2020-12-26 | | 151.764(n.a.) | 1.153(n.a.) |
| 2020-12-27 | 2020-12-27 | | 153.952(+1,4%) | 1.174(+1,8%) |
| 2020-12-28 | 2020-12-28 | | 156.434(+1,6%) | 1.204(+2,6%) |
| 2020-12-29 | 2020-12-29 | | 159.074(+1,7%) | 1.226(+1,8%) |
| 2020-12-30 | 2020-12-30 | | 161.862(+1,8%) | 1.256(+2,4%) |
| 2020-12-31 | 2020-12-31 | | 164.116(+1,4%) | 1.298(+3,3%) |
| 2021-01-01 | 2021-01-01 | | 166.567(+1,5%) | 1.322(+1,8%) |
| 2021-01-02 | 2021-01-02 | | 168.182(+0,97%) | 1.345(+1,7%) |
| 2021-01-03 | 2021-01-03 | | 169.358(+0,7%) | 1.374(+2,2%) |
| 2021-01-04 | 2021-01-04 | | 171.436(+1,2%) | 1.389(+1,1%) |
| 2021-01-05 | 2021-01-05 | | 173.432(+1,2%) | 1.420(+2,2%) |
| 2021-01-06 | 2021-01-06 | | 175.662(+1,3%) | 1.451(+2,2%) |
| 2021-01-07 | 2021-01-07 | | 177.507(+1,1%) | 1.488(+2,5%) |
| 2021-01-08 | 2021-01-08 | | 179.170(+0,94%) | 1.518(+2%) |
| 2021-01-09 | 2021-01-09 | | 180.915(+0,97%) | 1.543(+1,6%) |
| 2021-01-10 | 2021-01-10 | | 182.161(+0,69%) | 1.571(+1,8%) |
| 2021-01-11 | 2021-01-11 | | 183.400(+0,68%) | 1.598(+1,7%) |
| 2021-01-12 | 2021-01-12 | | 184.476(+0,59%) | 1.624(+1,6%) |
| 2021-01-13 | 2021-01-13 | | 185.835(+0,74%) | 1.661(+2,3%) |
| 2021-01-14 | 2021-01-14 | | 187.338(+0,81%) | 1.704(+2,6%) |
| 2021-01-15 | 2021-01-15 | | 187.998(+0,35%) | 1.721(+1%) |
| 2021-01-16 | 2021-01-16 | | 188.878(+0,47%) | 1.748(+1,6%) |
| 2021-01-17 | 2021-01-17 | | 189.767(+0,47%) | 1.776(+1,6%) |
| 2021-01-18 | 2021-01-18 | | 190.574(+0,43%) | 1.806(+1,7%) |
| 2021-01-19 | 2021-01-19 | | 191.299(+0,38%) | 1.838(+1,8%) |
| 2021-01-20 | 2021-01-20 | | 192.187(+0,46%) | 1.873(+1,9%) |
| 2021-01-21 | 2021-01-21 | | 192.947(+0,4%) | 1.910(+2%) |
| 2021-01-22 | 2021-01-22 | | 193.720(+0,4%) | 1.942(+1,7%) |
| 2021-01-23 | 2021-01-23 | | 194.599(+0,45%) | 1.970(+1,4%) |
| 2021-01-24 | 2021-01-24 | | 195.353(+0,39%) | 1.984(+0,71%) |
| 2021-01-25 | 2021-01-25 | | 195.978(+0,32%) | 2.011(+1,4%) |
| 2021-01-26 | 2021-01-26 | | 196.632(+0,33%) | 2.031(+0,99%) |
| 2021-01-27 | 2021-01-27 | | 197.224(+0,3%) | 2.051(+0,98%) |
| 2021-01-28 | 2021-01-28 | | 197.892(+0,34%) | 2.072(+1%) |
| 2021-01-29 | 2021-01-29 | | 198.348(+0,23%) | 2.085(+0,63%) |
| 2021-01-30 | 2021-01-30 | | 198.779(+0,22%) | 2.107(+1,1%) |
| 2021-01-31 | 2021-01-31 | | 199.156(+0,19%) | 2.126(+0,9%) |
| 2021-02-01 | 2021-02-01 | | 199.644(+0,25%) | 2.146(+0,94%) |
| 2021-02-02 | 2021-02-02 | | 200.041(+0,2%) | 2.161(+0,7%) |
| 2021-02-03 | 2021-02-03 | | 200.466(+0,21%) | 2.171(+0,46%) |
| 2021-02-04 | 2021-02-04 | | 201.020(+0,28%) | 2.185(+0,64%) |
| 2021-02-05 | 2021-02-05 | | 201.458(+0,22%) | 2.202(+0,78%) |
| 2021-02-06 | 2021-02-06 | | 201.871(+0,21%) | 2.216(+0,64%) |
| 2021-02-07 | 2021-02-07 | | 202.307(+0,22%) | 2.217(+0,05%) |
| 2021-02-08 | 2021-02-08 | | 202.737(+0,21%) | 2.217(=) |
| 2021-02-09 | 2021-02-09 | | 203.104(+0,18%) | 2.245(+1,3%) |
| 2021-02-10 | 2021-02-10 | | 203.574(+0,23%) | 2.256(+0,49%) |
| 2021-02-11 | 2021-02-11 | | 204.052(+0,23%) | 2.270(+0,62%) |
| 2021-02-12 | 2021-02-12 | | 204.480(+0,21%) | 2.281(+0,48%) |
| 2021-02-13 | 2021-02-13 | | 204.754(+0,13%) | 2.285(+0,18%) |
| 2021-02-14 | 2021-02-14 | | 205.049(+0,14%) | 2.293(+0,35%) |
| 2021-02-15 | 2021-02-15 | | 205.486(+0,21%) | 2.302(+0,39%) |
| 2021-02-16 | 2021-02-16 | | 205.871(+0,19%) | 2.309(+0,3%) |
| 2021-02-17 | 2021-02-17 | | 206.285(+0,2%) | 2.317(+0,35%) |
| 2021-02-18 | 2021-02-18 | | 206.753(+0,23%) | 2.320(+0,13%) |
| 2021-02-19 | 2021-02-19 | | 207.305(+0,27%) | 2.328(+0,34%) |
| 2021-02-20 | 2021-02-20 | | 207.769(+0,22%) | 2.334(+0,26%) |
| 2021-02-21 | 2021-02-21 | | 208.265(+0,24%) | 2.339(+0,21%) |
| 2021-02-22 | 2021-02-22 | | 208.715(+0,22%) | 2.344(+0,21%) |
| 2021-02-23 | 2021-02-23 | | 209.244(+0,25%) | 2.344(=) |
| 2021-02-24 | 2021-02-24 | | 209.767(+0,25%) | 2.346(+0,09%) |
| 2021-02-25 | 2021-02-25 | | 210.370(+0,29%) | 2.352(+0,26%) |
| 2021-02-26 | 2021-02-26 | | 210.900(+0,25%) | 2.354(+0,09%) |
| 2021-02-27 | 2021-02-27 | | 211.420(+0,25%) | 2.359(+0,21%) |
| 2021-02-28 | 2021-02-28 | | 211.883(+0,22%) | 2.362(+0,13%) |
| 2021-03-01 | 2021-03-01 | | 212.380(+0,23%) | 2.366(+0,17%) |
| 2021-03-02 | 2021-03-02 | | 212.912(+0,25%) | 2.368(+0,08%) |
| 2021-03-03 | 2021-03-03 | | 213.486(+0,27%) | 2.371(+0,13%) |
| 2021-03-04 | 2021-03-04 | | 214.007(+0,24%) | 2.375(+0,17%) |
| 2021-03-05 | 2021-03-05 | | 214.621(+0,29%) | 2.378(+0,13%) |
| 2021-03-06 | 2021-03-06 | | 215.015(+0,18%) | 2.378(=) |
| 2021-03-07 | 2021-03-07 | | 215.528(+0,24%) | 2.380(+0,08%) |
| 2021-03-08 | 2021-03-08 | | 215.955(+0,2%) | 2.382(+0,08%) |
| 2021-03-09 | 2021-03-09 | | 216.482(+0,24%) | 2.382(=) |
| 2021-03-10 | 2021-03-10 | | 218.489(+0,93%) | 2.383(+0,04%) |
| 2021-03-11 | 2021-03-11 | | 219.351(+0,39%) | 2.385(+0,08%) |
| 2021-03-12 | 2021-03-12 | | 219.996(+0,29%) | 2.388(+0,13%) |
| 2021-03-13 | 2021-03-13 | | 220.609(+0,28%) | 2.391(+0,13%) |
| 2021-03-14 | 2021-03-14 | | 221.151(+0,25%) | 2.392(+0,04%) |
| 2021-03-15 | 2021-03-15 | | 221.763(+0,28%) | 2.394(+0,08%) |
| 2021-03-16 | 2021-03-16 | | 222.534(+0,35%) | 2.396(+0,08%) |
| 2021-03-17 | 2021-03-17 | | 223.321(+0,35%) | 2.397(+0,04%) |
| 2021-03-18 | 2021-03-18 | | 224.107(+0,35%) | 2.398(+0,04%) |
| 2021-03-19 | 2021-03-19 | | 224.950(+0,38%) | 2.398(=) |
| 2021-03-20 | 2021-03-20 | | 225.540(+0,26%) | 2.400(+0,08%) |
| 2021-03-21 | 2021-03-21 | | 226.197(+0,29%) | 2.401(+0,04%) |
| 2021-03-22 | 2021-03-22 | | 226.969(+0,34%) | 2.403(+0,08%) |
| 2021-03-23 | 2021-03-23 | | 227.723(+0,33%) | 2.404(+0,04%) |
| 2021-03-24 | 2021-03-24 | | 228.586(+0,38%) | 2.406(+0,08%) |
| 2021-03-25 | 2021-03-25 | | 229.400(+0,36%) | 2.411(+0,21%) |
| 2021-03-26 | 2021-03-26 | | 227.325(−0,9%) | 2.412(+0,04%) |
| 2021-03-27 | 2021-03-27 | | 227.741(+0,18%) | 2.414(+0,08%) |
| 2021-03-28 | 2021-03-28 | | 228.705(+0,42%) | 2.415(+0,04%) |
| 2021-03-29 | 2021-03-29 | | 229.384(+0,3%) | 2.416(+0,04%) |
| 2021-03-30 | 2021-03-30 | | 230.594(+0,53%) | 2.418(+0,08%) |
| 2021-03-31 | 2021-03-31 | | 231.295(+0,3%) | 2.420(+0,08%) |
| 2021-04-01 | 2021-04-01 | | 231.957(+0,29%) | 2.424(+0,17%) |
| 2021-04-02 | 2021-04-02 | | 232.665(+0,31%) | 2.425(+0,04%) |
| 2021-04-03 | 2021-04-03 | | 233.410(+0,32%) | 2.429(+0,16%) |
| 2021-04-04 | 2021-04-04 | | 234.010(+0,26%) | 2.430(+0,04%) |
| 2021-04-05 | 2021-04-05 | | 234.489(+0,2%) | 2.431(+0,04%) |
| 2021-04-06 | 2021-04-06 | | 235.008(+0,22%) | 2.433(+0,08%) |
| 2021-04-07 | 2021-04-07 | | 235.622(+0,26%) | 2.436(+0,12%) |
| 2021-04-08 | 2021-04-08 | | 236.339(+0,3%) | 2.437(+0,04%) |
| 2021-04-09 | 2021-04-09 | | 237.037(+0,3%) | 2.437(=) |
| 2021-04-10 | 2021-04-10 | | 237.792(+0,32%) | 2.440(+0,12%) |
| 2021-04-11 | 2021-04-11 | | 238.483(+0,29%) | 2.442(+0,08%) |
| 2021-04-12 | 2021-04-12 | | 238.997(+0,22%) | 2.444(+0,08%) |
| 2021-04-13 | 2021-04-13 | | 239.560(+0,24%) | 2.447(+0,12%) |
| 2021-04-14 | 2021-04-14 | | 240.224(+0,28%) | 2.448(+0,04%) |
| 2021-04-15 | 2021-04-15 | | 241.022(+0,33%) | 2.450(+0,08%) |
| 2021-04-16 | 2021-04-16 | | 241.699(+0,28%) | 2.453(+0,12%) |
| 2021-04-17 | 2021-04-17 | | 242.423(+0,3%) | 2.453(=) |
| 2021-04-18 | 2021-04-18 | | 243.325(+0,37%) | 2.456(+0,12%) |
| 2021-04-19 | 2021-04-19 | | 244.066(+0,3%) | 2.460(+0,16%) |
| 2021-04-20 | 2021-04-20 | | 244.758(+0,28%) | 2.464(+0,16%) |
| 2021-04-21 | 2021-04-21 | | 245.561(+0,33%) | 2.466(+0,08%) |
| 2021-04-22 | 2021-04-22 | | 246.454(+0,36%) | 2.468(+0,08%) |
| 2021-04-23 | 2021-04-23 | | 247.156(+0,28%) | 2.473(+0,2%) |
| 2021-04-24 | 2021-04-24 | | 247.703(+0,22%) | 2.475(+0,08%) |
| 2021-04-25 | 2021-04-25 | | 248.315(+0,25%) | 2.476(+0,04%) |
| 2021-04-26 | 2021-04-26 | | 249.019(+0,28%) | 2.478(+0,08%) |
| 2021-04-27 | 2021-04-27 | | 249.643(+0,25%) | 2.480(+0,08%) |
| 2021-04-28 | 2021-04-28 | | 250.478(+0,33%) | 2.482(+0,08%) |
| 2021-04-29 | 2021-04-29 | | 251.247(+0,31%) | 2.484(+0,08%) |
| 2021-04-30 | 2021-04-30 | | 252.122(+0,35%) | 2.486(+0,08%) |
| 2021-05-01 | 2021-05-01 | | 252.739(+0,24%) | 2.490(+0,16%) |
| 2021-05-02 | 2021-05-02 | | 253.606(+0,34%) | 2.491(+0,04%) |
| 2021-05-03 | 2021-05-03 | | 254.367(+0,3%) | 2.491(=) |
| 2021-05-04 | 2021-05-04 | | 255.177(+0,32%) | 2.492(+0,04%) |
| 2021-05-05 | 2021-05-05 | | 256.168(+0,39%) | 2.493(+0,04%) |
| 2021-05-06 | 2021-05-06 | | 257.180(+0,4%) | 2.494(+0,04%) |
| 2021-05-07 | 2021-05-07 | | 258.203(+0,4%) | 2.496(+0,08%) |
| 2021-05-08 | 2021-05-08 | | 258.880(+0,26%) | 2.498(+0,08%) |
| 2021-05-09 | 2021-05-09 | | 259.754(+0,34%) | 2.498(=) |
| 2021-05-10 | 2021-05-10 | | 260.686(+0,36%) | 2.498(=) |
| 2021-05-11 | 2021-05-11 | | 261.612(+0,36%) | 2.500(+0,08%) |
| 2021-05-12 | 2021-05-12 | | 262.858(+0,48%) | 2.500(=) |
| 2021-05-13 | 2021-05-13 | | 264.213(+0,52%) | 2.500(=) |
| 2021-05-14 | 2021-05-14 | | 265.164(+0,36%) | 2.500(=) |
| 2021-05-15 | 2021-05-15 | | 266.239(+0,41%) | 2.503(+0,12%) |
| 2021-05-16 | 2021-05-16 | | 267.203(+0,36%) | 2.503(=) |
| 2021-05-17 | 2021-05-17 | | 268.039(+0,31%) | 2.504(+0,04%) |
| 2021-05-18 | 2021-05-18 | | 268.955(+0,34%) | 2.504(=) |
| 2021-05-19 | 2021-05-19 | | 270.046(+0,41%) | 2.506(+0,08%) |
| 2021-05-20 | 2021-05-20 | | 271.260(+0,45%) | 2.507(+0,04%) |
| 2021-05-21 | 2021-05-21 | | 272.612(+0,5%) | 2.507(=) |
| 2021-05-22 | 2021-05-22 | | 273.365(+0,28%) | 2.508(+0,04%) |
| 2021-05-23 | 2021-05-23 | | 274.203(+0,31%) | 2.509(+0,04%) |
| 2021-05-24 | 2021-05-24 | | 275.138(+0,34%) | 2.510(+0,04%) |
| 2021-05-25 | 2021-05-25 | | 275.934(+0,29%) | 2.511(+0,04%) |
| 2021-05-26 | 2021-05-26 | | 277.010(+0,39%) | 2.512(+0,04%) |
| 2021-05-27 | 2021-05-27 | | 278.135(+0,41%) | 2.512(=) |
| 2021-05-28 | 2021-05-28 | | 279.139(+0,36%) | 2.513(+0,04%) |
| 2021-05-29 | 2021-05-29 | | 280.183(+0,37%) | 2.517(+0,16%) |
| 2021-05-30 | 2021-05-30 | | 281.141(+0,34%) | 2.517(=) |
| 2021-05-31 | 2021-05-31 | | 281.985(+0,3%) | 2.517(=) |
| 2021-06-01 | 2021-06-01 | | 282.896(+0,32%) | 2.517(=) |
| 2021-06-02 | 2021-06-02 | | 283.852(+0,34%) | 2.517(=) |
| 2021-06-03 | 2021-06-03 | | 284.888(+0,36%) | 2.518(+0,04%) |
| 2021-06-04 | 2021-06-04 | | 285.823(+0,33%) | 2.518(=) |
| 2021-06-05 | 2021-06-05 | | 286.420(+0,21%) | 2.519(+0,04%) |
| 2021-06-06 | 2021-06-06 | | 287.275(+0,3%) | 2.519(=) |
| 2021-06-07 | 2021-06-07 | | 287.735(+0,16%) | 2.521(+0,08%) |
| 2021-06-08 | 2021-06-08 | | 288.115(+0,13%) | 2.521(=) |
| 2021-06-09 | 2021-06-09 | | 289.024(+0,32%) | 2.521(=) |
| 2021-06-10 | 2021-06-10 | | 289.501(+0,17%) | 2.523(+0,08%) |
| 2021-06-11 | 2021-06-11 | | 289.919(+0,14%) | 2.524(+0,04%) |
| 2021-06-12 | 2021-06-12 | | 290.358(+0,15%) | 2.526(+0,08%) |
| 2021-06-13 | 2021-06-13 | | 290.674(+0,11%) | 2.526(=) |
| 2021-06-14 | 2021-06-14 | | 290.912(+0,08%) | 2.527(+0,04%) |
| 2021-06-15 | 2021-06-15 | | 291.139(+0,08%) | 2.528(+0,04%) |
| 2021-06-16 | 2021-06-16 | | 291.492(+0,12%) | 2.528(=) |
| 2021-06-17 | 2021-06-17 | | 291.842(+0,12%) | 2.529(+0,04%) |
| 2021-06-18 | 2021-06-18 | | 292.047(+0,07%) | 2.529(=) |
| 2021-06-19 | 2021-06-19 | | 292.291(+0,08%) | 2.531(+0,08%) |
| 2021-06-20 | 2021-06-20 | | 292.485(+0,07%) | 2.531(=) |
| 2021-06-21 | 2021-06-21 | | 292.636(+0,05%) | 2.532(+0,04%) |
| 2021-06-22 | 2021-06-22 | | 292.793(+0,05%) | 2.532(=) |
| 2021-06-23 | 2021-06-23 | | 293.017(+0,08%) | 2.532(=) |
| 2021-06-24 | 2021-06-24 | | 293.190(+0,06%) | 2.532(=) |
| 2021-06-25 | 2021-06-25 | | 293.412(+0,08%) | 2.532(=) |
| 2021-06-26 | 2021-06-26 | | 293.590(+0,06%) | 2.532(=) |
| 2021-06-27 | 2021-06-27 | | 293.765(+0,06%) | 2.533(+0,04%) |
| 2021-06-28 | 2021-06-28 | | 293.916(+0,05%) | 2.534(+0,04%) |
| 2021-06-29 | 2021-06-29 | | 294.162(+0,08%) | 2.535(+0,04%) |
| 2021-06-30 | 2021-06-30 | | 294.503(+0,12%) | 2.535(=) |
| 2021-07-01 | 2021-07-01 | | 294.980(+0,16%) | 2.536(+0,04%) |
| 2021-07-02 | 2021-07-02 | | 295.306(+0,11%) | 2.537(+0,04%) |
| 2021-07-03 | 2021-07-03 | | 295.756(+0,15%) | 2.538(+0,04%) |
| 2021-07-04 | 2021-07-04 | | 296.148(+0,13%) | 2.538(=) |
| 2021-07-05 | 2021-07-05 | | 296.489(+0,12%) | 2.538(=) |
| 2021-07-06 | 2021-07-06 | | 297.040(+0,19%) | 2.539(+0,04%) |
| 2021-07-07 | 2021-07-07 | | 297.739(+0,24%) | 2.539(=) |
| 2021-07-08 | 2021-07-08 | | 298.411(+0,23%) | 2.539(=) |
| 2021-07-09 | 2021-07-09 | | 298.970(+0,19%) | 2.539(=) |
| 2021-07-10 | 2021-07-10 | | 299.411(+0,15%) | 2.540(+0,04%) |
| 2021-07-11 | 2021-07-11 | | 300.146(+0,25%) | 2.540(=) |
| 2021-07-12 | 2021-07-12 | | 301.006(+0,29%) | 2.540(=) |
| 2021-07-13 | 2021-07-13 | | 302.081(+0,36%) | 2.540(=) |
| 2021-07-14 | 2021-07-14 | | 303.291(+0,4%) | 2.540(=) |
| 2021-07-15 | 2021-07-15 | | 304.439(+0,38%) | 2.541(+0,04%) |
| 2021-07-16 | 2021-07-16 | | 305.412(+0,32%) | 2.542(+0,04%) |
| 2021-07-17 | 2021-07-17 | | 306.452(+0,34%) | 2.543(+0,04%) |
| 2021-07-18 | 2021-07-18 | | 307.103(+0,21%) | 2.543(=) |
| 2021-07-19 | 2021-07-19 | | 307.958(+0,28%) | 2.543(=) |
| 2021-07-20 | 2021-07-20 | | 308.788(+0,27%) | 2.543(=) |
| 2021-07-21 | 2021-07-21 | | 309.647(+0,28%) | 2.543(=) |
| 2021-07-22 | 2021-07-22 | | 310.462(+0,26%) | 2.543(=) |
| 2021-07-23 | 2021-07-23 | | 311.170(+0,23%) | 2.543(=) |
| 2021-07-24 | 2021-07-24 | | 311.935(+0,25%) | 2.543(=) |
| 2021-07-25 | 2021-07-25 | | 312.582(+0,21%) | 2.543(=) |
| 2021-07-26 | 2021-07-26 | | 313.357(+0,25%) | 2.544(+0,04%) |
| 2021-07-27 | 2021-07-27 | | 313.922(+0,18%) | 2.547(+0,12%) |
| 2021-07-28 | 2021-07-28 | | 315.223(+0,41%) | 2.548(+0,04%) |
| 2021-07-29 | 2021-07-29 | | 316.080(+0,27%) | 2.549(+0,04%) |
| 2021-07-30 | 2021-07-30 | | 317.168(+0,34%) | 2.549(=) |
| 2021-07-31 | 2021-07-31 | | 317.909(+0,23%) | 2.551(+0,08%) |
| 2021-08-01 | 2021-08-01 | | 318.807(+0,28%) | 2.551(=) |
| 2021-08-02 | 2021-08-02 | | 319.592(+0,25%) | 2.552(+0,04%) |
| 2021-08-03 | 2021-08-03 | | 320.412(+0,26%) | 2.552(=) |
| 2021-08-04 | 2021-08-04 | | 321.344(+0,29%) | 2.552(=) |
| 2021-08-05 | 2021-08-05 | | 322.292(+0,3%) | 2.554(+0,08%) |
| 2021-08-06 | 2021-08-06 | | 323.166(+0,27%) | 2.554(=) |
| 2021-08-07 | 2021-08-07 | | 324.120(+0,3%) | 2.554(=) |
| 2021-08-08 | 2021-08-08 | | 324.948(+0,26%) | 2.554(=) |
| 2021-08-09 | 2021-08-09 | | 325.890(+0,29%) | 2.554(=) |
| 2021-08-10 | 2021-08-10 | | 326.899(+0,31%) | 2.556(+0,08%) |
| 2021-08-11 | 2021-08-11 | | 328.075(+0,36%) | 2.556(=) |
| 2021-08-12 | 2021-08-12 | | 329.180(+0,34%) | 2.557(+0,04%) |
| 2021-08-13 | 2021-08-13 | | 330.236(+0,32%) | 2.560(+0,12%) |
| 2021-08-14 | 2021-08-14 | | 331.163(+0,28%) | 2.561(+0,04%) |
| 2021-08-15 | 2021-08-15 | | 332.013(+0,26%) | 2.562(+0,04%) |
| 2021-08-16 | 2021-08-16 | | 332.977(+0,29%) | 2.562(=) |
| 2021-08-17 | 2021-08-17 | | 333.872(+0,27%) | 2.564(+0,08%) |
| 2021-08-18 | 2021-08-18 | | 335.081(+0,36%) | 2.564(=) |
| 2021-08-19 | 2021-08-19 | | 336.079(+0,3%) | 2.564(=) |
| 2021-08-20 | 2021-08-20 | | 337.013(+0,28%) | 2.565(+0,04%) |
| 2021-08-21 | 2021-08-21 | | 338.039(+0,3%) | 2.566(+0,04%) |
| 2021-08-22 | 2021-08-22 | | 338.759(+0,21%) | 2.568(+0,08%) |
| 2021-08-23 | 2021-08-23 | | 339.542(+0,23%) | 2.569(+0,04%) |
| 2021-08-24 | 2021-08-24 | | 340.887(+0,4%) | 2.570(+0,04%) |
| 2021-08-25 | 2021-08-25 | | 341.879(+0,29%) | 2.573(+0,12%) |
| 2021-08-26 | 2021-08-26 | | 342.866(+0,29%) | 2.575(+0,08%) |
| 2021-08-27 | 2021-08-27 | | 343.802(+0,27%) | 2.578(+0,12%) |
| 2021-08-28 | 2021-08-28 | | 344.679(+0,26%) | 2.579(+0,04%) |
| 2021-08-29 | 2021-08-29 | | 345.421(+0,22%) | 2.582(+0,12%) |
| 2021-08-30 | 2021-08-30 | | 346.183(+0,22%) | 2.582(=) |
| 2021-08-31 | 2021-08-31 | | 347.028(+0,24%) | 2.586(+0,15%) |
| 2021-09-01 | 2021-09-01 | | 347.862(+0,24%) | 2.586(=) |
| 2021-09-02 | 2021-09-02 | | 348.561(+0,2%) | 2.586(=) |
| 2021-09-03 | 2021-09-03 | | 349.258(+0,2%) | 2.589(+0,12%) |
| 2021-09-04 | 2021-09-04 | | 349.702(+0,13%) | 2.592(+0,12%) |
| 2021-09-05 | 2021-09-05 | | 350.347(+0,18%) | 2.592(=) |
| 2021-09-06 | 2021-09-06 | | 350.820(+0,14%) | 2.594(+0,08%) |
| 2021-09-07 | 2021-09-07 | | 351.273(+0,13%) | 2.596(+0,08%) |
| 2021-09-08 | 2021-09-08 | | 351.807(+0,15%) | 2.601(+0,19%) |
| 2021-09-09 | 2021-09-09 | | 352.401(+0,17%) | 2.606(+0,19%) |
| 2021-09-10 | 2021-09-10 | | 352.967(+0,16%) | 2.610(+0,15%) |
| 2021-09-11 | 2021-09-11 | | 353.364(+0,11%) | 2.613(+0,11%) |
| 2021-09-12 | 2021-09-12 | | 353.803(+0,12%) | 2.613(=) |
| 2021-09-13 | 2021-09-13 | | 354.068(+0,07%) | 2.616(+0,11%) |
| 2021-09-14 | 2021-09-14 | | 354.511(+0,13%) | 2.616(=) |
| 2021-09-15 | 2021-09-15 | | 354.910(+0,11%) | 2.619(+0,11%) |
| 2021-09-16 | 2021-09-16 | | 355.235(+0,09%) | 2.621(+0,08%) |
| 2021-09-17 | 2021-09-17 | | 355.575(+0,1%) | 2.624(+0,11%) |
| 2021-09-18 | 2021-09-18 | | 355.916(+0,1%) | 2.627(+0,11%) |
| 2021-09-19 | 2021-09-19 | | 356.176(+0,07%) | 2.630(+0,11%) |
| 2021-09-20 | 2021-09-20 | | 356.452(+0,08%) | 2.632(+0,08%) |
| 2021-09-21 | 2021-09-21 | | 356.838(+0,11%) | 2.635(+0,11%) |
| 2021-09-22 | 2021-09-22 | | 357.209(+0,1%) | 2.636(+0,04%) |
| 2021-09-23 | 2021-09-23 | | 357.571(+0,1%) | 2.640(+0,15%) |
| 2021-09-24 | 2021-09-24 | | 357.977(+0,11%) | 2.642(+0,08%) |
| 2021-09-25 | 2021-09-25 | | 358.352(+0,1%) | 2.642(=) |
| 2021-09-26 | 2021-09-26 | | 358.724(+0,1%) | 2.644(+0,08%) |
| 2021-09-27 | 2021-09-27 | | 359.062(+0,09%) | 2.648(+0,15%) |
| 2021-09-28 | 2021-09-28 | | 359.538(+0,13%) | 2.654(+0,23%) |
| 2021-09-29 | 2021-09-29 | | 360.103(+0,16%) | 2.656(+0,08%) |
| 2021-09-30 | 2021-09-30 | | 360.550(+0,12%) | 2.658(+0,08%) |
| 2021-10-01 | 2021-10-01 | | 360.999(+0,12%) | 2.661(+0,11%) |
| 2021-10-02 | 2021-10-02 | | 361.457(+0,13%) | 2.665(+0,15%) |
| 2021-10-03 | 2021-10-03 | | 361.839(+0,11%) | 2.665(=) |
| 2021-10-04 | 2021-10-04 | | 362.219(+0,11%) | 2.666(+0,04%) |
| 2021-10-05 | 2021-10-05 | | 362.720(+0,14%) | 2.666(=) |
| 2021-10-06 | 2021-10-06 | | 363.307(+0,16%) | 2.667(+0,04%) |
| 2021-10-07 | 2021-10-07 | | 363.928(+0,17%) | 2.670(+0,11%) |
| 2021-10-08 | 2021-10-08 | | 364.626(+0,19%) | 2.671(+0,04%) |
| 2021-10-09 | 2021-10-09 | | 365.259(+0,17%) | 2.671(=) |
| 2021-10-10 | 2021-10-10 | | 365.803(+0,15%) | 2.671(=) |
| 2021-10-11 | 2021-10-11 | | 366.388(+0,16%) | 2.673(+0,07%) |
| 2021-10-12 | 2021-10-12 | | 366.992(+0,16%) | 2.676(+0,11%) |
| 2021-10-13 | 2021-10-13 | | 367.797(+0,22%) | 2.676(=) |
| 2021-10-14 | 2021-10-14 | | 368.575(+0,21%) | 2.678(+0,07%) |
| 2021-10-15 | 2021-10-15 | | 369.293(+0,19%) | 2.681(+0,11%) |
| 2021-10-16 | 2021-10-16 | | 370.046(+0,2%) | 2.682(+0,04%) |
| 2021-10-17 | 2021-10-17 | | 370.655(+0,16%) | 2.687(+0,19%) |
| 2021-10-18 | 2021-10-18 | | 371.407(+0,2%) | 2.690(+0,11%) |
| 2021-10-19 | 2021-10-19 | | 372.197(+0,21%) | 2.692(+0,07%) |
| 2021-10-20 | 2021-10-20 | | 373.336(+0,31%) | 2.696(+0,15%) |
| 2021-10-21 | 2021-10-21 | | 374.659(+0,35%) | 2.698(+0,07%) |
| 2021-10-22 | 2021-10-22 | | 375.982(+0,35%) | 2.698(=) |
| 2021-10-23 | 2021-10-23 | | 377.333(+0,36%) | 2.699(+0,04%) |
| 2021-10-24 | 2021-10-24 | | 378.760(+0,38%) | 2.701(+0,07%) |
| 2021-10-25 | 2021-10-25 | | 380.186(+0,38%) | 2.701(=) |
| 2021-10-26 | 2021-10-26 | | 381.564(+0,36%) | 2.705(+0,15%) |
| 2021-10-27 | 2021-10-27 | | 383.506(+0,51%) | 2.710(+0,18%) |
| 2021-10-28 | 2021-10-28 | | 385.513(+0,52%) | 2.711(+0,04%) |
| 2021-10-29 | 2021-10-29 | | 387.390(+0,49%) | 2.711(=) |
| 2021-10-30 | 2021-10-30 | | 389.132(+0,45%) | 2.715(+0,15%) |
| 2021-10-31 | 2021-10-31 | | 390.727(+0,41%) | 2.716(+0,04%) |
| 2021-11-01 | 2021-11-01 | | 392.262(+0,39%) | 2.719(+0,11%) |
| 2021-11-02 | 2021-11-02 | | 394.332(+0,53%) | 2.719(=) |
| 2021-11-03 | 2021-11-03 | | 396.407(+0,53%) | 2.721(+0,07%) |
| 2021-11-04 | 2021-11-04 | | 399.127(+0,69%) | 2.727(+0,22%) |
| 2021-11-05 | 2021-11-05 | | 401.445(+0,58%) | 2.730(+0,11%) |
| 2021-11-06 | 2021-11-06 | | 403.590(+0,53%) | 2.740(+0,37%) |
| 2021-11-07 | 2021-11-07 | | 406.035(+0,61%) | 2.743(+0,11%) |
| 2021-11-08 | 2021-11-08 | | 408.404(+0,58%) | 2.746(+0,11%) |
| 2021-11-09 | 2021-11-09 | | 411.070(+0,65%) | 2.748(+0,07%) |
| 2021-11-10 | 2021-11-10 | | 414.175(+0,76%) | 2.751(+0,11%) |
| 2021-11-11 | 2021-11-11 | | 416.326(+0,52%) | 2.755(+0,15%) |
| 2021-11-12 | 2021-11-12 | | 420.919(+1,1%) | 2.759(+0,15%) |
| 2021-11-13 | 2021-11-13 | | 423.992(+0,73%) | 2.768(+0,33%) |
| 2021-11-14 | 2021-11-14 | | 427.251(+0,77%) | 2.775(+0,25%) |
| 2021-11-15 | 2021-11-15 | | 430.997(+0,88%) | 2.782(+0,25%) |
| 2021-11-16 | 2021-11-16 | | 434.978(+0,92%) | 2.791(+0,32%) |
| 2021-11-17 | 2021-11-17 | | 438.938(+0,91%) | 2.797(+0,21%) |
| 2021-11-18 | 2021-11-18 | | 443.017(+0,93%) | 2.803(+0,21%) |
| 2021-11-19 | 2021-11-19 | | 447.141(+0,93%) | 2.808(+0,18%) |
| 2021-11-20 | 2021-11-20 | | 450.974(+0,86%) | 2.819(+0,39%) |
| 2021-11-21 | 2021-11-21 | | 454.429(+0,77%) | 2.822(+0,11%) |
| 2021-11-22 | 2021-11-22 | | 458.199(+0,83%) | 2.828(+0,21%) |
| 2021-11-23 | 2021-11-23 | | 462.537(+0,95%) | 2.832(+0,14%) |
| 2021-11-24 | 2021-11-24 | | 467.022(+0,97%) | 2.841(+0,32%) |
| 2021-11-25 | 2021-11-25 | | 471.465(+0,95%) | 2.853(+0,42%) |
| 2021-11-26 | 2021-11-26 | | 475.633(+0,88%) | 2.862(+0,32%) |
| 2021-11-27 | 2021-11-27 | | 479.377(+0,79%) | 2.875(+0,45%) |
| 2021-11-28 | 2021-11-28 | | 483.764(+0,92%) | 2.884(+0,31%) |
| 2021-11-29 | 2021-11-29 | | 488.262(+0,93%) | 2.895(+0,38%) |
| 2021-11-30 | 2021-11-30 | | 492.483(+0,86%) | 2.907(+0,41%) |
| 2021-12-01 | 2021-12-01 | | 497.665(+1,1%) | 2.921(+0,48%) |
| 2021-12-02 | 2021-12-02 | | 502.493(+0,97%) | 2.924(+0,1%) |
| 2021-12-03 | 2021-12-03 | | 507.138(+0,92%) | 2.939(+0,51%) |
| 2021-12-04 | 2021-12-04 | | 511.521(+0,86%) | 2.951(+0,41%) |
| 2021-12-05 | 2021-12-05 | | 514.609(+0,6%) | 2.958(+0,24%) |
| 2021-12-06 | 2021-12-06 | | 521.835(+1,4%) | 2.968(+0,34%) |
| 2021-12-07 | 2021-12-07 | | 528.297(+1,2%) | 2.977(+0,3%) |
| 2021-12-08 | 2021-12-08 | | 535.090(+1,3%) | 2.984(+0,24%) |
| 2021-12-09 | 2021-12-09 | | 542.181(+1,3%) | 2.995(+0,37%) |
| 2021-12-10 | 2021-12-10 | | 548.843(+1,2%) | 3.008(+0,43%) |
| 2021-12-11 | 2021-12-11 | | 554.488(+1%) | 3.017(+0,3%) |
| 2021-12-12 | 2021-12-12 | | 560.592(+1,1%) | 3.026(+0,3%) |
| 2021-12-13 | 2021-12-13 | | 568.477(+1,4%) | 3.035(+0,3%) |
| 2021-12-14 | 2021-12-14 | | 576.855(+1,5%) | 3.042(+0,23%) |
| 2021-12-15 | 2021-12-15 | | 585.669(+1,5%) | 3.051(+0,3%) |
| 2021-12-16 | 2021-12-16 | | 595.688(+1,7%) | 3.063(+0,39%) |
| 2021-12-17 | 2021-12-17 | | 607.076(+1,9%) | 3.066(+0,1%) |
| 2021-12-18 | 2021-12-18 | | 615.670(+1,4%) | 3.079(+0,42%) |
| 2021-12-19 | 2021-12-19 | | 623.978(+1,3%) | 3.088(+0,29%) |
| 2021-12-20 | 2021-12-20 | | 634.060(+1,6%) | 3.096(+0,26%) |
| 2021-12-21 | 2021-12-21 | | 647.174(+2,1%) | 3.113(+0,55%) |
| 2021-12-22 | 2021-12-22 | | 660.342(+2%) | 3.127(+0,45%) |
| 2021-12-23 | 2021-12-23 | | 672.430(+1,8%) | 3.142(+0,48%) |
| 2021-12-24 | 2021-12-24 | | 683.208(+1,6%) | 3.156(+0,45%) |
| 2021-12-25 | 2021-12-25 | | 692.802(+1,4%) | 3.166(+0,32%) |
| 2021-12-26 | 2021-12-26 | | 707.006(+2,1%) | 3.179(+0,41%) |
| 2021-12-27 | 2021-12-27 | | 722.700(+2,2%) | 3.186(+0,22%) |
| 2021-12-28 | 2021-12-28 | | 735.161(+1,7%) | 3.201(+0,47%) |
| 2021-12-29 | 2021-12-29 | | 757.471(+3%) | 3.217(+0,5%) |
| 2021-12-30 | 2021-12-30 | | 778.140(+2,7%) | 3.227(+0,31%) |
| 2021-12-31 | 2021-12-31 | | 795.746(+2,3%) | 3.238(+0,34%) |
| 2022-01-01 | 2022-01-01 | | 815.899(+2,5%) | 3.243(+0,15%) |
| 2022-01-02 | 2022-01-02 | | 823.473(+0,93%) | 3.258(+0,46%) |
| 2022-01-03 | 2022-01-03 | | 832.323(+1,1%) | 3.276(+0,55%) |
| 2022-01-04 | 2022-01-04 | | 856.178(+2,9%) | 3.294(+0,55%) |
| 2022-01-05 | 2022-01-05 | | 882.857(+3,1%) | 3.312(+0,55%) |
| 2022-01-06 | 2022-01-06 | | 906.825(+2,7%) | 3.327(+0,45%) |
| 2022-01-07 | 2022-01-07 | | 924.195(+1,9%) | 3.340(+0,39%) |
| 2022-01-08 | 2022-01-08 | | 936.303(+1,3%) | 3.368(+0,84%) |
| 2022-01-09 | 2022-01-09 | | 955.574(+2,1%) | 3.385(+0,5%) |
| 2022-01-10 | 2022-01-10 | | 969.523(+1,5%) | 3.398(+0,38%) |
| 2022-01-11 | 2022-01-11 | | 991.206(+2,2%) | 3.415(+0,5%) |
| 2022-01-12 | 2022-01-12 | | 1.015.041(+2,4%) | 3.440(+0,73%) |
| 2022-01-13 | 2022-01-13 | | 1.039.980(+2,5%) | 3.460(+0,58%) |
| 2022-01-14 | 2022-01-14 | | 1.062.464(+2,2%) | 3.478(+0,52%) |
| 2022-01-15 | 2022-01-15 | | 1.087.055(+2,3%) | 3.498(+0,58%) |
| 2022-01-16 | 2022-01-16 | | 1.112.018(+2,3%) | 3.512(+0,4%) |
| 2022-01-17 | 2022-01-17 | | 1.139.552(+2,5%) | 3.523(+0,31%) |
| 2022-01-18 | 2022-01-18 | | 1.172.537(+2,9%) | 3.537(+0,4%) |
| 2022-01-19 | 2022-01-19 | | 1.209.870(+3,2%) | 3.553(+0,45%) |
| 2022-01-20 | 2022-01-20 | | 1.248.099(+3,2%) | 3.569(+0,45%) |
| 2022-01-21 | 2022-01-21 | | 1.293.180(+3,6%) | 3.590(+0,59%) |
| 2022-01-22 | 2022-01-22 | | 1.327.708(+2,7%) | 3.617(+0,75%) |
| 2022-01-23 | 2022-01-23 | | 1.367.489(+3%) | 3.629(+0,33%) |
| 2022-01-24 | 2022-01-24 | | 1.406.199(+2,8%) | 3.642(+0,36%) |
| 2022-01-25 | 2022-01-25 | | 1.451.051(+3,2%) | 3.656(+0,38%) |
| 2022-01-26 | 2022-01-26 | | 1.495.758(+3,1%) | 3.677(+0,57%) |
| 2022-01-27 | 2022-01-27 | | 1.544.640(+3,3%) | 3.697(+0,54%) |
| 2022-01-28 | 2022-01-28 | | 1.595.206(+3,3%) | 3.723(+0,7%) |
| 2022-01-29 | 2022-01-29 | | 1.635.261(+2,5%) | 3.740(+0,46%) |
| 2022-01-30 | 2022-01-30 | | 1.669.923(+2,1%) | 3.761(+0,56%) |
| 2022-01-31 | 2022-01-31 | | 1.698.100(+1,7%) | 3.778(+0,45%) |
| 2022-02-01 | 2022-02-01 | | 1.742.189(+2,6%) | 3.795(+0,45%) |
| 2022-02-02 | 2022-02-02 | | 1.794.906(+3%) | 3.815(+0,53%) |
| 2022-02-03 | 2022-02-03 | | 1.836.618(+2,3%) | 3.836(+0,55%) |
| 2022-02-04 | 2022-02-04 | | 1.876.007(+2,1%) | 3.854(+0,47%) |
| 2022-02-05 | 2022-02-05 | | 1.913.813(+2%) | 3.889(+0,91%) |
| 2022-02-06 | 2022-02-06 | | 1.948.905(+1,8%) | 3.907(+0,46%) |
| 2022-02-07 | 2022-02-07 | | 1.982.272(+1,7%) | 3.935(+0,72%) |
| 2022-02-08 | 2022-02-08 | | 2.030.576(+2,4%) | 3.953(+0,46%) |
| 2022-02-09 | 2022-02-09 | | 2.082.434(+2,6%) | 3.974(+0,53%) |
| 2022-02-10 | 2022-02-10 | | 2.134.151(+2,5%) | 4.006(+0,81%) |
| 2022-02-11 | 2022-02-11 | | 2.180.842(+2,2%) | 4.030(+0,6%) |
| 2022-02-12 | 2022-02-12 | | 2.223.382(+2%) | 4.067(+0,92%) |
| 2022-02-13 | 2022-02-13 | | 2.259.971(+1,6%) | 4.098(+0,76%) |
| 2022-02-14 | 2022-02-14 | | 2.288.343(+1,3%) | 4.140(+1%) |
| 2022-02-15 | 2022-02-15 | | 2.330.066(+1,8%) | 4.172(+0,77%) |
| 2022-02-16 | 2022-02-16 | | 2.371.168(+1,8%) | 4.197(+0,6%) |
| 2022-02-17 | 2022-02-17 | | 2.409.729(+1,6%) | 4.241(+1%) |
| 2022-02-18 | 2022-02-18 | | 2.443.428(+1,4%) | 4.286(+1,1%) |
| 2022-02-19 | 2022-02-19 | | 2.474.913(+1,3%) | 4.314(+0,65%) |
| 2022-02-20 | 2022-02-20 | | 2.500.695(+1%) | 4.348(+0,79%) |
| 2022-02-21 | 2022-02-21 | | 2.528.117(+1,1%) | 4.377(+0,67%) |
| 2022-02-22 | 2022-02-22 | | 2.556.890(+1,1%) | 4.412(+0,8%) |
| 2022-02-23 | 2022-02-23 | | 2.584.427(+1,1%) | 4.462(+1,1%) |
| 2022-02-24 | 2022-02-24 | | 2.608.259(+0,92%) | 4.501(+0,87%) |
| 2022-02-25 | 2022-02-25 | | 2.629.797(+0,83%) | 4.541(+0,89%) |
| 2022-02-26 | 2022-02-26 | | 2.646.196(+0,62%) | 4.578(+0,81%) |
| 2022-02-27 | 2022-02-27 | | 2.663.977(+0,67%) | 4.628(+1,1%) |
| 2022-02-28 | 2022-02-28 | | 2.679.711(+0,59%) | 4.658(+0,65%) |
| 2022-03-01 | 2022-03-01 | | 2.697.251(+0,65%) | 4.696(+0,82%) |
| 2022-03-02 | 2022-03-02 | | 2.716.620(+0,72%) | 4.634(−1,3%) |
| 2022-03-03 | 2022-03-03 | | 2.729.234(+0,46%) | 4.678(+0,95%) |
| 2022-03-04 | 2022-03-04 | | 2.748.440(+0,7%) | 4.821(+3,1%) |
| 2022-03-05 | 2022-03-05 | | 2.763.371(+0,54%) | 4.879(+1,2%) |
| 2022-03-06 | 2022-03-06 | | 2.773.672(+0,37%) | 4.917(+0,78%) |
| 2022-03-07 | 2022-03-07 | | 2.785.317(+0,42%) | 4.954(+0,75%) |
| 2022-03-08 | 2022-03-08 | | 2.799.951(+0,53%) | 4.997(+0,87%) |
| 2022-03-09 | 2022-03-09 | | 2.815.950(+0,57%) | 5.057(+1,2%) |
| 2022-03-10 | 2022-03-10 | | 2.829.470(+0,48%) | 5.098(+0,81%) |
| 2022-03-11 | 2022-03-11 | | 2.842.513(+0,46%) | 5.125(+0,53%) |
| Nguồn: Statens Serum Institut - Từ 12 tháng 3 đến 1 tháng 4, chỉ những người có triệu chứng nặng, người có nguy cơ và các chuyên viên y tế được xét nghiệm. Từ ngày 1 tháng 4, việc xét nghiệm được thực hiện rộng rãi hơn, và điều kiện được xét nghiệm tiếp tục được nới lỏng từ ngày 22 tháng 4. - Sự giảm số ca tử vong từ ngày 11 đến 12 tháng 5 là do 12 ca trước đó bị trừ bớt đi do không đạt đủ điều kiện; thực tế có thêm 6 ca tử vong từ ngày 11 đến ngày 12 tháng 5. - Từ ngày 20 tháng 6 đến ngày 10 tháng 8, không có dữ liệu trong hai ngày thứ bảy và chủ nhật, mà số liệu của thứ hai bao gồm cả cuối tuần trước đó. Số liệu vào các ngày lễ cũng được báo cáo vào ngày trong tuần ngay theo sau. | | | | |

Từ cuối tháng 1 đến đầu tháng 2, một số nhóm công dân Đan Mạch đã được sơ tán khỏi Trung Quốc. Tất cả được đặt trong kiểm dịch và thử nghiệm; không ai bị nhiễm bệnh 

### Tháng 2
Vào ngày 27 tháng 2 năm 2020, Đan Mạch đã xác nhận trường hợp đầu tiên khi một người đàn ông từ Roskilde thử nghiệm dương tính với SARS-CoV-2 tại Bệnh viện Đại học Zealand, Roskilde. Anh ấy là một biên tập viên của TV 2, người đã trượt tuyết ở Bologna ở Ý và trở về Đan Mạch vào ngày 24 tháng 2. Ông có các triệu chứng nhẹ và được đưa vào kiểm dịch tại nhà.
Vào ngày 28 tháng 2, một người đàn ông đã trở về nhà sau kỳ nghỉ trượt tuyết ở Bắc Ý vào ngày 15 tháng 2 đã thử nghiệm dương tính tại Rigshospitalet ở Copenhagen và được đưa vào kiểm dịch tại nhà. Vụ việc được coi là có vấn đề vì thời gian tương đối dài từ người trở về Đan Mạch cho anh ta liên lạc với chính quyền, làm tăng thời gian anh ta có thể lây nhiễm cho người khác và khiến chính quyền trở nên phức tạp hơn trong việc xác định vị trí của mọi người. tiếp xúc gần gũi với anh.
Vào ngày 29 tháng 2, một người đàn ông đã trở về nhà từ một hội nghị ở Munich, Đức đã thử nghiệm dương tính tại Bệnh viện Đại học Aarhus. Một người tham dự khác tại hội nghị ở Đức, một người đàn ông Ý sau đó bị phát hiện có COVID-19, là nguồn gốc được cho là nhiễm trùng của người đàn ông Đan Mạch. Dane là một nhân viên của Khoa Da liễu tại Bệnh viện Đại học Aarhus. Ông có các triệu chứng nhẹ và được đưa vào kiểm dịch tại nhà.

### Tháng 3
Vào ngày 1 tháng 3 năm 2020, một người đã được kiểm dịch tại nhà đã được xét nghiệm dương tính. Người đã tiếp xúc với người đàn ông được xét nghiệm dương tính vào ngày 28 tháng 2.
Vào ngày 3 tháng 3, năm người đã đến thăm miền bắc Italy và một người đã đến thăm Iran đã được xét nghiệm dương tính với SARS-CoV-2. Tất cả sáu được đặt trong kiểm dịch tại nhà.
Vào ngày 4 tháng 3, có thêm bốn trường hợp được xác nhận tại Đan Mạch (đại lục) và trường hợp được xác nhận đầu tiên được báo cáo từ Quần đảo Faroe (một lãnh thổ tự trị ở Vương quốc Đan Mạch), nâng tổng số trường hợp được xác nhận lên mười lăm. Tất cả các trường hợp mới được đặt trong kiểm dịch tại nhà. Trường hợp ở Quần đảo Faroe là một người đàn ông có triệu chứng nhẹ đã trở về nhà từ một hội nghị ở Paris, Pháp.
Vào ngày 5 tháng 3, có năm trường hợp mới được xác nhận. Một trong những trường hợp là cựu cầu thủ bóng đá quốc gia Đan Mạch Thomas Kahlenberg, người đã bị nhiễm bệnh tại một bữa tiệc sinh nhật ở Amsterdam, Hà Lan. Điều này đã buộc các câu lạc bộ Đan Mạch Brøndby và Lyngby, và câu lạc bộ Ajax của Hà Lan đặt một số cầu thủ và huấn luyện viên của họ, những người gần đây đã gặp Kahlenberg, phải cách ly. Kahlenberg mô tả các triệu chứng của mình giống như bệnh cúm và anh được đưa vào kiểm dịch tại nhà. Cùng ngày, Dane đầu tiên được xác nhận bị nhiễm bệnh vào ngày 27 tháng 2 cũng trở thành Dane đầu tiên được tuyên bố phục hồi hoàn toàn.
Vào ngày 6 tháng 3, có ba trường hợp mới được xác nhận, trong đó có một trường hợp ở Quần đảo Faroe (trường hợp thứ hai cho quần đảo này).
Vào ngày 7 tháng 3, có sáu trường hợp mới được xác nhận. Hầu hết người Đan Mạch xác nhận bị nhiễm SARS-CoV-2 đã ký hợp đồng ở nước ngoài và họ đã lây nhiễm một số người ở Đan Mạch (không có người lây lan từ người sang người mà không rõ nguồn gốc).
Vào ngày 8 tháng 3, có tám trường hợp được xác nhận mới, bao gồm một bệnh nhân đầu tiên được đưa vào Bệnh viện Hillerød của North Zealand với các triệu chứng giống như viêm phổi. Một trường hợp nhẹ khác mà bệnh nhân được đưa vào kiểm dịch tại nhà là người đầu tiên được xác nhận mắc SARS-CoV-2 ở Vùng Nordjylland, có nghĩa là cả năm khu vực của Đan Mạch đều có trường hợp.
Vào ngày 9 tháng 3, đã có 53 trường hợp được xác nhận mới, nâng tổng số tại Đan Mạch (đại lục) lên 90. Trong số tất cả những người mắc bệnh, sáu người đang ở trong bệnh viện, nhưng không ai trong số họ cần được chăm sóc đặc biệt.
Vào ngày 10 tháng 3, đã có 172 trường hợp mới, nâng tổng số tại Đan Mạch (đại lục) lên tới 262. Trong số các trường hợp mới có một bệnh nhân nhập viện, nâng tổng số lên bảy.
Vào ngày 11 tháng 3, đã có 252 trường hợp mới, nâng tổng số tại (đại lục) Đan Mạch lên 514. Một trong những trường hợp, những người có khả năng đã bị nhiễm bệnh tại một cuộc họp nơi một người tham dự khác bị nhiễm bệnh, gây ra mối quan tâm đặc biệt vì người này làm việc trong một viện dưỡng lão. Do đó, người già ở viện dưỡng lão bị cô lập trong phòng riêng, họ được theo dõi chặt chẽ và các xét nghiệm đang được thực hiện. Trong số tất cả những người nhiễm bệnh ở Đan Mạch, có mười bệnh nhân đang nằm viện, trong đó có hai bệnh nhân được chăm sóc đặc biệt.
Vào ngày 12 tháng 3, đã có 160 trường hợp được xác nhận mới, nâng tổng số tại Đan Mạch (đại lục) lên 674. Trong số này có hai người tại viện dưỡng lão nơi người già đã được cách ly và theo dõi chặt chẽ từ ngày hôm trước vì một nhân viên được xét nghiệm dương tính. Cùng ngày, cựu cầu thủ bóng đá Thomas Kahlenberg tuyên bố rằng anh đã được tuyên bố phục hồi hoàn toàn, khiến anh trở thành người phục hồi được biết đến công khai thứ hai ở nước này. Trong khi nhiều trường hợp sớm liên quan đến những người trở về từ kỳ nghỉ trượt tuyết ở miền bắc Italy, nhiều trường hợp được phát hiện sau đó có liên quan đến những người trở về từ kỳ nghỉ trượt tuyết ở Tyrol ở Áo.
Vào ngày 13 tháng 3, đã có 111 trường hợp được xác nhận mới, nâng tổng số tại (đại lục) Đan Mạch lên 785. Ngoài ra, Quần đảo Faroe đã có trường hợp thứ ba được xác nhận.

## Các biện pháp kiểm tra, điều trị và phòng ngừa
Ở đại lục Đan Mạch  Bệnh viện Đại học Aalborg, Bệnh viện Đại học Aarhus, Bệnh viện Hvidovre, Bệnh viện Đại học Odense, Rigshospitalet và Bệnh viện Đại học Zealand Roskilde có các phần chuẩn bị cho các trường hợp nghiêm trọng của COVID-19 cần điều trị, cũng như các bệnh nhân là người cao tuổi hoặc có các điều kiện từ trước và do đó đặc biệt dễ bị bệnh. Các bệnh viện khác được yêu cầu bởi các khu vực để chuẩn bị danh sách các hoạt động không thiết yếu có thể bị hoãn lại. Điều này sẽ cho phép nhân lực, không gian và thiết bị nhanh chóng được phân bổ theo hướng bùng phát coronavirus. Vào ngày 11 tháng 3 năm 2020, các bệnh viện đầu tiên đã bắt đầu hoãn các hoạt động không thiết yếu như là sự chuẩn bị cho các trường hợp tương lai của COVID-19. Ban đầu, tất cả các xét nghiệm mẫu cho SARS-CoV-2 đã được thực hiện tại Viện huyết thanh Statens, nhưng vào ngày 25 tháng 2 (trước trường hợp được xác nhận đầu tiên ở nước này), điều này đã được mở rộng đến tất cả các bệnh viện cũng đã sẵn sàng để điều trị trường hợp nghiêm trọng của COVID-19. Đầu tháng 3, các bệnh viện khác bắt đầu thực hiện các xét nghiệm. Vào ngày 6 tháng 3, Bệnh viện Đại học Aarhus đã thực hiện một cơ sở thử nghiệm "lái xe qua" (tương tự như các cơ sở được sử dụng ở Hàn Quốc), nơi một người có thể được kiểm tra mà không phải rời khỏi bản án của mình, nhưng những người sử dụng nó vẫn phải gọi điện thoại cá nhân của họ bác sĩ hoặc bác sĩ trực (tiếng Đan Mạch: Lægevagten) để được hướng dẫn trước. Vào ngày 10 tháng 11, tháng 3, Bệnh viện Đại học Aalborg, Khu vực Bắc Jutland Hjørring và Bệnh viện Đại học Zealand Roskilde đã giới thiệu các cơ sở thử nghiệm "lái xe qua".
Theo hướng dẫn của Cơ quan Y tế Đan Mạch, tất cả những người nhiễm bệnh không có hoặc có triệu chứng nhẹ và không được coi là đặc biệt dễ bị tổn thương đều được đưa vào kiểm dịch tại nhà với sự tiếp xúc hàng ngày từ các chuyên gia y tế. Bất cứ ai đã tiếp xúc gần gũi với người được biết là bị nhiễm SARS-CoV-2 cũng được đưa vào kiểm dịch tại nhà. Tính đến ngày 2 tháng 3, 122 người đã được cách ly tại nhà ở Đan Mạch vì họ đã tiếp xúc với một người nhiễm bệnh ở Đan Mạch hoặc nước ngoài; vào ngày 12 tháng 3, con số này đã tăng lên 1366 ở Đan Mạch và 31 ở Quần đảo Faroe. Dự kiến sẽ còn tăng thêm do các trường hợp mới mắc SARS-CoV-2. Nếu cần thiết, mỗi khu vực có các cơ sở riêng để cách ly ít nhất một nghìn người, và nếu việc ngăn chặn SARS-CoV-2 thông qua cách ly bình thường không thành công, các biện pháp quyết liệt hơn có thể được thực hiện bằng Luật Dịch tễ (tiếng Đan Mạch: Epidemiloven).
Ban đầu, chính quyền khuyến nghị mạnh mẽ rằng tất cả các sự kiện với hơn một nghìn người sẽ bị hủy bỏ hoặc hoãn lại, nhưng vào ngày 11 tháng 3, giới hạn đã được hạ xuống còn một trăm người; khuyến nghị này bao gồm tháng 3, nhưng có thể được gia hạn nếu cần thiết. Trong số những người khác, bóng đá (bao gồm Superliga Đan Mạch) và các trận đấu bóng ném không có khán giả hoặc bị hủy bỏ hoàn toàn, Dansk Melodi Grand Prix không có khán giả, các buổi hòa nhạc và hội nghị đã bị hủy bỏ hoặc hoãn lại, và giải đấu Euroschoolsport tại trường trung học Esbjerg giáo viên từ phần lớn châu Âu được cho là gặp nhau đã bị hủy bỏ. Folketing (Quốc hội Đan Mạch) đã hủy một số cuộc họp và phiên điều trần thường xuyên của họ, và khi bỏ phiếu, một hệ thống thanh toán bù trừ sẽ được sử dụng để tránh có hơn 95 thành viên trong phòng chính bất cứ lúc nào.
Vào ngày 10 tháng 3, chính quyền khuyến cáo rằng những người sử dụng phương tiện giao thông công cộng nên cố gắng giảm đi trong giờ cao điểm, nếu có thể mọi người nên đi bộ hoặc đi xe đạp khoảng cách ngắn hơn và bất cứ ai cảm thấy bị bệnh theo bất kỳ cách nào hoặc nghi ngờ rằng họ có thể bị SARS-CoV -2 không nên sử dụng giao thông công cộng. Trong nỗ lực tăng không gian giữa những người sử dụng phương tiện giao thông công cộng, nhiều xe buýt và xe lửa đã được thêm vào lịch trình, và có giới hạn chặt chẽ hơn về số lượng hành khách được phép trong mỗi hành khách. Từ ngày 12 tháng 3, tất cả các chuyến tàu liên tỉnh sẽ được giới hạn cho những người có đặt chỗ.

### Tháng 3 phong tỏa
Bắt đầu từ ngày 13 tháng 3 năm 2020, tất cả những người làm việc trong các chức năng không thiết yếu trong khu vực công phải ở nhà trong hai tuần. Trong khu vực tư nhân, các nhà tuyển dụng được chính quyền kêu gọi cho phép nhân viên của họ ở nhà trong cùng thời gian và làm việc từ đó nếu có thể, mặc dù điều này không ảnh hưởng đến các chức năng cần thiết cho xã hội (như nhân viên dược và người làm việc với bán thực phẩm và bảo trì cơ sở hạ tầng quan trọng).
Bắt đầu từ ngày 13 tháng 3, tất cả giáo dục trung học (như phòng tập thể dục), trường đại học, thư viện, tổ chức văn hóa trong nhà và những nơi tương tự sẽ bị đóng cửa trong hai tuần. Bắt đầu từ ngày 16 tháng 3, tất cả các trường tiểu học, nhà trẻ và những nơi tương tự sẽ đóng cửa trong hai tuần. Học ảo (trực tuyến) sẽ được sử dụng ở một mức độ nào đó. Các thành phố tự trị đang thiết lập nhà trẻ hạn chế cho trẻ em, nơi cha mẹ không thể ở nhà và chăm sóc chúng. Do tính dễ bị tổn thương của người cao tuổi đối với SARS-CoV-2, chúng tôi khuyến nghị ông bà không nên chăm sóc cháu của mình.

### Du lịch quốc tế, kiểm dịch sau khi trở về và du khách nước ngoài
Bộ Ngoại giao Đan Mạch đã thay đổi hướng dẫn du lịch nhiều lần trong đợt dịch coronavirus. Trong thời kỳ đỉnh cao của sự bùng phát ở lục địa Trung Quốc, Iran, các khu vực của Thung lũng Aosta, Emilia-Romagna, Lombardy, Marche, Piedmont và Veneto ở Ý, Ischgl ở Tyrol của Áo và San Marino, tất cả đều đi du lịch đến những nơi này. chống lại, và trong thời kỳ đỉnh cao ở phần còn lại của Ý, phần còn lại của Tyrol ở Áo, Madrid, xứ Basque và La Rioja ở Tây Ban Nha, một phần của Đức, một phần của Pháp, một phần của Thụy Sĩ, và thành phố Daegu và tỉnh Bắc Gyeongsang (cũng được gọi là Gyeongbuk) ở Hàn Quốc, tất cả các chuyến du lịch không cần thiết đến những nơi này đã được khuyên chống lại. Tất cả các chuyến du lịch không cần thiết đến một số quốc gia châu Phi và châu Á khác, và Hoa Kỳ cũng được khuyên chống lại vì những hạn chế mà họ đã đưa ra đối với du khách nước ngoài (ví dụ: hạn chế các chuyến bay hoặc cách ly bắt buộc), khả năng của hệ thống chăm sóc sức khỏe của họ xử lý một ổ dịch lớn hoặc các lý do khác liên quan gián tiếp đến đại dịch coronavirus. Ở tất cả các quốc gia và khu vực khác bị ảnh hưởng bởi vi-rút, khách du lịch được khuyến cáo nên có biện pháp phòng ngừa thêm. Greenland, một lãnh thổ tự trị, thường tuân theo các hướng dẫn du lịch của Đan Mạch, nhưng vào ngày 12 tháng 3, Chính phủ Greenland đã thắt chặt hơn nữa các khuyến nghị của họ bằng cách khuyên chống lại tất cả các chuyến đi không cần thiết vào / ra khỏi Greenland trong nỗ lực duy trì hòn đảo không có SARS- CoV-2.
Vào ngày 3 tháng 3, Chính phủ Đan Mạch yêu cầu tất cả nhân viên y tế (bao gồm cả những người làm việc chăm sóc người già) đã đi đến một khu vực có nguy cơ cao SARS-CoV-2 phải ở nhà trong hai tuần kể từ ngày họ trở về đến Đan Mạch. Điều này đã được thực hiện để giảm nguy cơ những người dễ bị nhiễm bệnh. Kể từ ngày 9 tháng 3, các khu vực có nguy cơ cao là Trung Quốc đại lục, một phần của Hàn Quốc, Iran, Ý và Tyrol ở Áo, nhưng phải chịu sự đánh giá hàng ngày của chính quyền. Mọi người khác đã đi đến các khu vực này đều được hướng dẫn không đến thăm những nơi như viện dưỡng lão và bệnh viện trong hai tuần sau khi trở về Đan Mạch (bất kỳ ai nghi ngờ rằng họ có thể bị nhiễm bệnh nên gọi điện cho bác sĩ riêng của họ hoặc bác sĩ trực tiếp (tiếng Đan Mạch: Lægevagten) để được hướng dẫn thêm ), và chúng tôi khuyên bạn nên sử dụng nhưng không bắt buộc phải ở nhà trong hai tuần. Khuyến nghị này được hỗ trợ bởi các tổ chức sử dụng lao động trong nước như Liên đoàn Công nghiệp Đan Mạch và Phòng Thương mại Đan Mạch. Kransernes Landsforening, đại diện cho các thành phố ở Đan Mạch, đã đưa ra các khuyến nghị tương tự cho tất cả trẻ em đã đến thăm một khu vực có nguy cơ cao; họ nên ở nhà từ trường học, nhà trẻ, nhà trẻ và những nơi tương tự trong 14 ngày sau khi trở về Đan Mạch. Người nước ngoài đến Đan Mạch từ một khu vực có nguy cơ cao bị thúc giục, nhưng không yêu cầu Chính quyền phải tuân theo các hướng dẫn giống như người Đan Mạch và địa phương để kiểm dịch có sẵn cho những người chưa có địa phương phù hợp.
Bắt đầu từ ngày 9 tháng 3, hành khách trên các chuyến bay xuất phát từ khu vực có nguy cơ cao sẽ không có quyền truy cập vào các tòa nhà sân bay của Đan Mạch, mà thay vào đó được đón trực tiếp từ máy bay trong các xe buýt đặc biệt có thể vận chuyển họ đến nhà hoặc địa phương khác cách ly. Từ ngày 11 tháng 3, tất cả các chuyến bay từ các khu vực rủi ro cao đã bị hủy bỏ.

## Số liệu thống kê
Tính đến ngày 12 tháng 3, không có trường hợp tử vong nào ở quốc gia này, nhưng trong số các quốc gia có ít nhất một triệu công dân, Đan Mạch có tỷ lệ mắc virus corona dương tính theo đầu người cao thứ năm trên thế giới với 116,4 trường hợp trên một triệu người.
Trong báo cáo hàng ngày được công bố bởi Statens Serum Instut bao gồm tất cả 615 trường hợp được xác nhận tại (đại lục) Đan Mạch vào sáng ngày 12 tháng 3 (59 người khác được xác nhận sau đó trong ngày và không bao gồm), đã báo cáo rằng 69,4% là nam giới và 30,6% nữ. Về độ tuổi, 8 tuổi 0 tuổi9, 21 tuổi 10 tuổi19, 96 tuổi 20 tuổi29, 112 tuổi 303939, 202 tuổi 404949, 128 tuổi 50 505959 năm nay 38 tuổi, 38 tuổi6969, 4 tuổi 707979, 4 tuổi 80 già89 và 2 tuổi 90 tuổi. Về nguồn gốc, 139 đã bị nhiễm bệnh ở Áo, 30 ở Ý, 2 ở Đức, 1 ở Iran, Hà Lan, Tây Ban Nha và Hoa Kỳ và 101 đã bị nhiễm ở Đan Mạch, trong khi dữ liệu đang chờ xử lý (ít nhất khoảng một nửa số người bị nhiễm ở nước ngoài). Về cư trú, 257 sống ở Vùng thủ đô (127 ở Copenhagen, 57 ở vùng cao Copenhagen, 73 ở phía bắc Zealand, không ở Bornholm), 77 ở Vùng Zealand (42 ở phía tây và nam Zealand, 35 ở phía đông), 76 ở Vùng Nam Đan Mạch (38 ở Funen, 38 ở Nam Jutland), 164 ở Vùng Trung Đan Mạch (145 ở phía đông Jutland, 19 ở phía tây) và 38 ở Vùng Bắc Jutland, trong khi 3 người còn lại hiện đang ở Đan Mạch nhưng sống ở nước ngoài.